# Sprachlos
Sprachlos (Originaltitel: Speechless) ist eine US-amerikanische Filmkomödie aus dem Jahr 1994 von Ron Underwood, nach dem Drehbuch von Robert King. Die Hauptrollen spielten Geena Davis, Michael Keaton und Christopher Reeve.

## Handlung
Julia Mann und Kevin Vallick schreiben Reden für konkurrierende Politiker. Es kommt zu Spannungen zwischen den beiden, die sich zuspitzen als Kevin Julias Notizbuch stiehlt und in ihrem Namen eine konfuse Rede diktiert, die Julias Chef abliest. Die beiden kommen sich trotzdem näher, besonders nachdem Julia feststellt, dass für ihren Verlobten Bob Freed seine Karriere die oberste Priorität hat. Kevin warnt Julia, dass diese entlassen werden soll. Diese rettet ihren Job, indem sie auf die Idee kommt, ihr Chef sollte medienwirksam einen kleinen Bären aus einer Schlucht retten.
Julias Chef gewinnt die Wahl. Als sie erfährt, dass dieser Schmiergeld angenommen hat, verzichtet sie auf eine Stelle in der Administration und kandidiert selbst in einer Wahl. Kevin Vallick wird zu ihrem Partner und Wahlkampfmanager.

## Kritik
„Anspruchslose, nur mäßig unterhaltende Geschlechter-Komödie im Stil der klassischen Screwball-Comedies; allein auf ihre Beziehungsgeschichte konzentriert, leidet sie unter einer allzu unausgewogenen schauspielerischen Leistung.“

Die Deutsche Film- und Medienbewertung FBW in Wiesbaden verlieh dem Film das Prädikat wertvoll.

## Hintergrund
- Geena Davis erhielt für ihre Rolle 1995 ihre zweite Golden-Globe-Nominierung als Beste Hauptdarstellerin in einer Komödie oder Musical
- Die Handlung basiert auf dem Verhältnis von Clintons Wahlkampfstrategen James Carville und seiner Ehefrau Mary Matalin, der Assistentin von George H. W. Bush.

## Veröffentlichung
Sprachlos startete am 16. Dezember 1994 in den US-Kinos und konnte bei einem geschätzten Produktionsbudget von 30 Mio. US-Dollar etwa 20,6 Mio. US-Dollar wieder einspielen. In Deutschland startete er am 23. Februar 1995 in den Kinos und nachdem er von weniger als 100.000 Kinobesuchern gesehen wurde, erschien er am 25. August 1995 auf VHS, bevor er erstmals am 15. September 1996 auf dem Bezahlfernsehsender PREMIERE erstmals ausgestrahlt wurde.

## Trivia
Mit Michael Keaton und Christopher Reeve spielten in dem Film sowohl der Darsteller des Batman aus den Filmen Batman und Batmans Rückkehr als auch des Superman aus dem Film von 1978 in den Hauptrollen mit, obwohl der Film inhaltlich keine Berührung mit der Superheldenthematik hat. Der Film ist einer der letzten, den Superman-Darsteller Christopher Reeve vor seiner Querschnittslähmung abschloss.